# Układ o Budowie Wspólnej Przestrzeni Gospodarczej
Układ o Budowie Wspólnej Przestrzeni Gospodarczej (ros. Соглашение о формировании Единого экономического пространства) – zawarty w 2003 roku układ, obejmujący Rosję, Ukrainę, Białoruś oraz Kazachstan, mający na celu stworzenie swoistej strefy wolnego handlu.